# Pierre Desmaizeaux
Pierre Desmaizeaux, también escrito Desmaiseaux, Des Maiseaux o Des Maizeaux (1666 o 1673-1743) fue un escritor francés.
Al ser hugonote, Desmaizeaux tuvo que abandonar  Francia junto con su familia tras la revocación del edicto de Nantes por Luis XIV, en 1685. Tras marchar inicialmente a Ginebra, finalmente se estableció en Inglaterra. Se dedicó fundamentalmente a tareas eruditas colaborando con la Bibliothèque raisonnée (1728-1753) y la Bibliothèque britannique (1733-1747). Destacó por sus biografías de personajes de su época: Vie de Saint-Evremont (1711), Vie de Boileau-Despreaux (1712), Life of John Hates and Chillingworth (1719), y quizá la más recordada: Vie de Bayle (1722).